# 亚当·威廉·莫尔特克

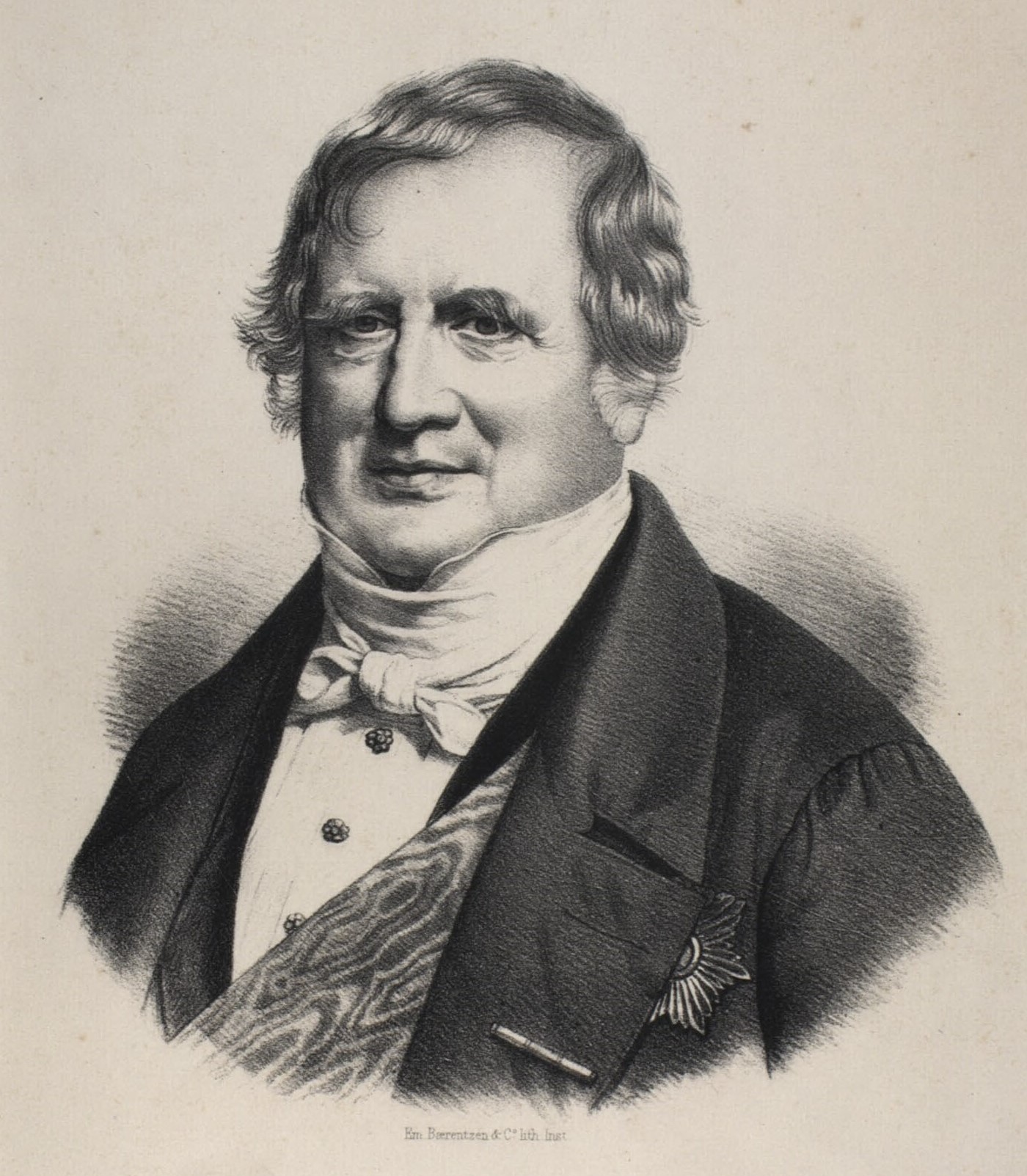
亚当·威廉·莫尔特克

亚当·威廉·莫尔特克（丹麥語：Adam Wilhelm Moltke，1785年8月25日—1864年2月15日），丹麥政治家，第一個向議會負責的政府首相。1809年從政，任最高法院法官。1831年任腓特烈六世的財政大臣。
威廉是腓特烈五世时顯要的廷臣亚当·戈特洛布·莫尔特克伯爵的孙子，1785年8月25日出生于菲英岛(Island of Funen)上的Einsiedelsborg。他作为一个高雅和德高望重的乡绅为人所知，但不是卓著的政治人物。从1845年他任财务大臣。1848年3月22日莫尔特克内阁成立，称3月内阁。在1848年11月16日(11月内阁)、1851年7月13日(7月内阁)、1851年10月18日(10月内阁)内阁三次改组。
在1852年1月27日克里斯蒂安·阿尔布雷希特·布鲁赫姆接替莫尔特克为首相。
| 前任： 新官职 | 丹麦首相 1848年3月22日-1852年1月27日      | 繼任： 克里斯蒂安·阿尔布雷希特·布鲁赫姆 |
| 前任： 新官职 | 丹麦财政大臣 1848年3月22日-1848年11月16日 | 繼任： 威廉·Sponneck                    |
| 前任： 新官职 | 丹麦海军大臣 1848年3月22日-1852年4月6日   | 繼任： 克里斯蒂安·克里斯托弗·Zahrtmann  |